# Red jugoslovanske zvezde
Red jugoslovanske zvezde (srbohrvaško Orden jugoslavenske zvijezde) je bilo odlikovanje SFRJ, ki se je podeljevalo v štirih stopnjah, prva stopnja tega reda pa je bilo najvišje državno odlikovanje. 1. februarja 1954 ga je ustanovil Josip Broz Tito.

## Stopnje Reda jugoslovanske zvezde
- Red jugoslovanske zvezde

po pomembnosti najvišje odlikovanje SFRJ
- Red jugoslovanske zvezde z lento (do leta 1961 imenovan Red jugoslovanske zvezde I. reda)

po pomembnosti šesto odlikovanje SFRJ
- Red jugoslovanske zvezde z zlatim vencem (do leta 1961 imenovan Red jugoslovanske zvezde II. reda)

po pomembnosti štirinajsto odlikovanje SFRJ
- Red jugoslovanske zvezde na ovratnici (do leta 1961 imenovan Red jugoslovanske zvezde III. reda)

po pomembnosti štiriindvajseto odlikovanje SFRJ